# Література української діаспори
Літерату́ра украї́нської діа́спори або украї́нська еміграці́йна літерату́ра — література, написана українськими письменниками в еміґрації, які з політичних, економічних, релігійних причин виїхали з України на постійне або тривале проживання за кордоном. Діаспорна література — результат переселення літераторів насамперед через численні політичні репресії на території України в 20 столітті. Коли в СРСР єдиним офіційним стилем мистецтва було проголошено соціалістичний реалізм, письменники-емігранти мали більшу свободу художнього вираження, а також можливість критично осмислювати події в Україні. Таким чином українська діаспорна література 20 століття розвивалася паралельно з іншими європейськими літературами в той час, коли в Україні ці процеси були зупинені і замінені значною мірою суто пропагандистською та прорадянською літературною продукцією.

## Передісторія
Одним із найперших літературних творів, написаних українським автором на чужині, є віршована присвята Юрія Дрогобича римському папі Сиксту VI. Присвята була опублікована разом з працею Юрія Дрогобича «Прогностична оцінка поточного 1483 року» в друкарні Зільбера (Рим, 1483). Це римське видання є першою друкованою книгою, написаною українським автором. У латиномовній присвяті йдеться про здатність людського розуму пізнати закономірності світу.
Важливі твори мемуарної, епістолярної та публіцистичної літератури залишили представники так званої «мазепинської еміграції» (1709–1750-ті роки). Насамперед це тексти Пилипа Орлика («Діярій подорожній»; «Замітки про Україну й козаків, про яких Європа мало що знає»; «Вивід прав України»)
Початок трудової еміграції з українських теренів дослідники відносять до першої половини XVII століття. Тоді відбувалося переселення до Воєводини (зараз Сербія), Банату (зараз Румунія), Среми й Славонії (зараз Хорватія). Літературні здобутки цього періоду обмежуються розвитком народно-пісенного жанру заробітчанських пісень.
У 1878–1881 роках «Женевський гурток», очолюваний Михайлом Драгомановим й до якого входили Михайло Павлик, Федір Вовк, Микола Зібер, Сергій Подолинський, видає в Женеві журнал «Громада», де публікуються зокрема й літературні твори.
В широкому сенсі до еміграційної літератури можна зарахувати більшість творів Миколи Гоголя, що мешкав у Санкт-Петербурзі. Так само, як і більшість доробку Тараса Шевченка, адже ці твори були написані поза Україною: в Санкт-Петербурзі й на засланні в Кос-Аралі, а деякі прижиттєві видання Тараса Шевченка публікувалися, наприклад, в Лейпцигу.
Проте українське літературознавство, зазвичай, веде мову про літературу української діаспори або еміграційну літературу від часу заснування тривалих осередків літературного життя за межами України (кінець XIX-початок XX століття).

## Історія літератури в діаспорі

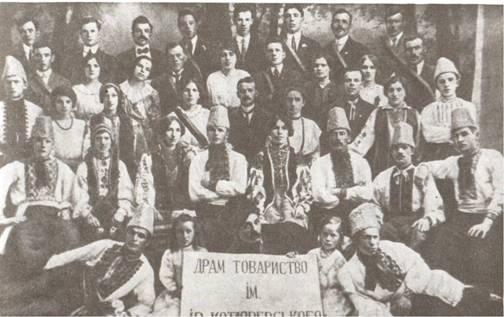
Драматичне товариство ім. І. Котляревського. Вінніпег (Канада), 1914 рік.

Перша хвиля української еміграції на межі XIX—XX століть вважається трудовою, тож вона представлена скромними літературними набутками, що з'явилися переважно в США й Канаді. Зокрема, це жанр заробітчанських та емігрантських народних пісень, які дійшли до нас у збірниках Володимира Гнатюка, Філарета Колесси та інших фольклористів.
Друга хвиля еміграції була пов'язана з поразкою національно-визвольних змагань. Саме ця хвиля принесла значні літературні твори та саму атмосферу живого літературного процесу. Тож перші значні українські літературні угрупування з'явилися в 1920-х роках. До них належали передовсім Празька школа (Юрій Липа, Юрій Клен, Олег Ольжич, Олена Теліга, Євген Маланюк, Наталя Лівицька-Холодна та ін.) в Чехословаччині та групи Танк та Ми в Польщі. Письменники Празької школи найчастіше друкувалися в «Літературно-науковому віснику» за редакцією Дмитра Донцова, мали свій журнал «Ми», видавництво «Варяг». Діаспорна література поповнилася на цьому етапі не лише вартісними творами, але й науково-теоретичними працями Леоніда Білецького, Миколи Гнатишака, Павла Зайцева та ін.
Наступна хвиля українських письменників-емігрантів була спричинена Другою світовою війною. Завдяки свободі самовираження в еміграції з'явилося багато оригінальних літературних творів, які продовжували модерністську традицію обірвану в УРСР політичними репресіями. Так, у післявоєнній Німеччині від 1945 до 1948 року активно діяла організація українських письменників «Мистецький український рух» (Іван Багряний, Віктор Домонтович, Юрій Косач, Ігор Костецький та ін.) очолювана Уласом Самчуком. У МУРі були і літературні критики, серед яких Юрій Шевельов, Володимир Державин та Віктор Домонтович. Важливим завданням для себе письменники діаспори бачили також переклади сучасних їм літературних творів. Активними перекладачами були Ігор Костецький, Олег Зуєвський та Михайло Орест. Ігор Костецький відомий також як літературознавець і видавець, його видавництво «На горі» опублікувало багато творів українських письменників, а також переклади українською таких авторів, як Данте, Вільям Шекспір, Поль Верлен, Шарль Бодлер, Оскар Вайльд, Езра Павнд, Штефан Георге та ін.
Після переселення значної частини українських емігрантів за межі Німеччини літературні об'єднання виникали в англомовних країнах. Так, у 1954 році аналогом МУРу постало об'єднання письменників «Слово», в якому згуртувалися прозаїки, поети, драматурги, літературознавці (Григорій Костюк, Юрій Шерех, Василь Барка, Тодось Осьмачка, Улас Самчук, Докія Гуменна, Ольга Мак та ін.).
Особливо яскравою була творчість неформального об'єднання поетів під назвою Нью-Йоркська група (Юрій Тарнавський, Емма Андієвська, Богдан Рубчак, Богдан Бойчук, Марія Ревакович, Роман Бабовал та ін.). Їхні твори відзначаються модерністською елітарної естетикою і віддалені від політики. При цьому складність сприйняття поезії деяких поетів Нью-Йоркської групи, зокрема Юрія Тарнавського, деякі критики не завжди обґрунтовано пояснюють недостатнім володінням ними українською мовою.
У середовищі української діаспори створювалися альтернативні радянським структури для підтримки українського культурного та літературного життя. Це стосується як часописів, серед яких особливо впливовим був журнал «Сучасність», так і установ присвячених науковому вивченню української літератури (Український вільний університет, Канадський інститут українських студій та Український науковий інститут Гарвардського університету). Також у діаспорі була заснована Премія фундації Антоновичів для відзначення найкращих україномовних літературних творів.
Зі здобуттям Україною незалежності значно почастішали контакти «материкових» і діаспорних письменників. Загалом література діаспори дедалі більше інтегрується в загальноукраїнський літературний процес.
Водночас в Канаді, США, Німеччині (насамперед, Мюнхен), Франції (Париж), Польщі, Словаччині, Румунії та інших країнах зберігаються важливі осередки української літератури, виходять українські часописи (Дукля, Словаччина), альманахи («Зерна»., Німеччина), діють деякі українські видавництва (Бродіна, Німеччина). Дехто із сучасних українських письменників надає перевагу проживанню за кордном в осередках української діаспори, але продовжує писати українською мовою. До таких належать Василь Махно, Володимир Діброва, Оксана Луцишина, Таня Малярчук, В'ячеслав Друзяка, а також Ігор Трач, який видає в Німеччині альманах «Зерна».
Марко Роберт Стех разом з Адріяном Івахівом, Нестором Микитином та Романом Ващуком, членами театральної групи АУТ (Аванґардний український театр, Торонто), був одним із засновників новаторського журналу «Термінус», що виходив у 1986–1989 роках, і який вплинув на тогочасний український літературний андерґраунд.

## Українська література у світі

### Австралія

«Новий обрій» — альманах української діаспори в Австралії

Перша українська книжка була опублікована в Австралії в 1951 році. Це була збірка імпресіоністичних новел Володимира Русальського «Після облоги міста».
Найпомітніші українські письменники Австралії: Дмитро Нитченко (Чуб), його дочка Леся Богуславець (Ткач), Ярослав Масляк (Гриць Волокита), Зоя Когут, Василь Онуфрієнко, Пилип Вакуленко, Богдан Подолянко, Галина Чорнобицька, Євген Зозе, М. Гойя, Божена Сірко, Боженна Коваленко, Микола Лазорський, Іван Стоцький, Лідія Гаєвська-Денис, Марія Дейко, Тетяна Волошка.
Юрій Ткач займається перекладами української літератури англійською, зокрема він переклав твори Бориса Антоненка-Давидовича, Олеся Гончара, Валерія Шевчука, Остапа Вишні, Олеся Бердника, Анатолія Дімарова, Ігоря Качуровського. Юрій Ткач також заснував українське видавництво «Bayda Books». Дмитро Нитченко заснував українське видавництво «Ластівка», Микола Цюрак — видавництво «Книга».
У 1954 році у видавництва «Ластівка» (Мельбурн) вийшов друком ілюстрований україномовний альманах української діаспори в Австралії під редакцією Дмитра Нитченка (Чуба) «Новий обрій».
В Аделаїді довгий час діяло «Товариство імені Миколи Зерова», яке опублікувало дещо зі спадщини неокласиків, збірку спогадів про них, великий том поезій Євгена Плужника. В Австралії є доволі багато українських літературно-мистецьких клубів, наприклад, заснований Д. Нитченком у Мельбурні «Клуб імені Василя Симоненка», який періодично проводить літературні конкурси.

### Північна Америка
Канада
Література українською мовою започаткована в Канаді з 90-х років XIX століття. У 1897 році Дмитрів Нестор опублікував першу українську книжку під заголовком «Канадійська Русь. Подорожні вспомини». Перший україномовний вірш було опубліковано в 1898 році в газеті «Свобода», його автором був Іван Збура (1860—1940), вірш називався «Канадійські емігранти». У 1954–1998 роках українські письменники Канади і США мали своє об'єднання «Слово» та з 1970 року видавали однойменний альманах (всього 13 випусків). З 1964 року виходив альманах «Північне сяйво» (5 випусків).
Першими перекладачами української літератури в Канаді були Ф. Г. Р. Лайвес, Е. Дж. Гантер, П. Канді. Серед перекладачів українського походження можна назвати таких, як Юрій Луцький, Джон Вір (Іван Вив'юрський) Микола Скрипник, Богдан Мельник, Н. Педан-Попіль, М. Тарнавський. Вотсон Кіркконел за допомогою підрядників Костянтина Г. Андрусишина переклав і видав антологію «Українські поети 1189—1962» (1963) та майже повне видання Кобзаря (1964). У 1968 році за редакцією К. Біди вийшла антологія «Поезія сучасного Квебеку» в українських перекладах Б. Олександріва, Ігоря Качуровського, К. Дмитрика. О. П'ясецький уклав бібліографічний покажчик «Українська література англійською і французькою мовами» (1950—1986).
Видатним письменником, визнаним в сучасній Україні, був Улас Самчук, який з 1948 року переїхав до Канади і був одним із засновників ОУП «Слово» (1954).
У Канаді діє багато українських книгарень, одна з найстаріших — «Українська книгарня» в Едмонтоні, заснована в 1915 році. Чимало є й українських видавництв, які постали переважно після 1945 року: «Кобзар», «Гомін України», «Добра книжка», «Євшан-зілля», «Нові дні», «Новий шлях» (всі у Торонто), «Видавництво українських новин» (Едмонтон), «Преса Тризуб», Видавництво УВАН, видавництво імені Івана Тиктора (всі у Вінніпезі). З 1976 року найактивніше видає українську літературу видавництво Канадського інституту українських студій (КІУС) в Едмонтоні.
США
Література українською мовою започаткована в США, як і в Канаді, з 90-х років XIX століття. Першими україномовними прозовими авторами у США були Г. Грушка, Ю. Чупка, С. Макар, Н. Дмитрів, З. Бичинський. Драматичні твори публікували М. Струтинський, І. Луцик, Є. Мусійчук. До 1998 року українські письменники групувалися в об'єднанні «Слово», яке видавало однойменні збірники.
Загалом у США видавалося близько 180 україномовних часописів, багато з яких публікували твори художньої літератури.
Активними були українські видавництва «Булава» (засн. 1950), «Червона калина» (засн. 1951), «Книгоспілка» (засн. 1952), «Пролог» (засн. 1953), «Видавництво М. Динисюка» (Чикаго).
Літературний фонд імені Івана Франка у Чикаго було засновано у 1955 році й до дня народження Франка фонд вручав Літературну премію імені Івана Франка. Премія зникла разом з фондом на початку 1990-х.
Визначним явищем української літерутури стала творчість представників Нью-Йоркської групи, що виникла наприкінці 50-х років минулого століття. До найпримітніших її представників належать Богдан Бойчук, Богдан Рубчак, Юрій Тарнавський, Марія Ревакович. З 1959 до 1971 року група видала 10 збірників «Нова поезія».

### Південна Америка
Українська діаспора тут менш чисельна ніж в Північні Америці, але вже в 1910 році в Аргентині був заснований перший культурний осередок «Українська читальня». У 1948 році в Аргентині була створена Українська центральна репрезентація українських товариств Південної Америки, яка зокрема займалася й публікацією творів української літератури. Українські письменники публікувалися в україномовних газетах «Українське слово» (засн. 1928), «Наш Клич», «Дзвін», «Світло», «Знання» (всі — Аргентина). Найвідоміша українська письменниця Південної Америки — Віра Вовк, яка мешкає в Бразилії.

### Європа
Західна Європа
Австрія
Українська література в Австрії до 1918 року зазвичай розглядається як «материкова», хоча українська Східна Галичина в той час входила до Австрії. На початку XX століття у Відні діяло чимало українських видавництв, найвідоміші з яких видавництво Івана Тиктора та видавництво «Наші дні».
Велика Британія
Перше покоління українських письменників Великої Британії представлене такими іменами, як О. Воропай, М. Верес, В. Бора (Б. Шкандрій), М. Добрянський, Г. Мазуренко, К. Зеленко, Н. Драбат.
Друге покоління заявило про себе в 1970-х роках. Це насамперед такі літератори, як Я. Василюк, Я. Рутковський, М. Юрків, В. Даківська, В. Слез.
У 1975 році утворене «Товариство української літератури у Великій Британії». При Спілці українців Великої Британії діє українське видавництво (Лондон). Українські твори публікувалися в журналах «Наш клич» (1945—1947), «Українська думка», «Вітраж» (1977—1983).
Німеччина
Після поразки визвольних змагань 1917–1921 років частина українських політичних біженців, серед яких були й письменники, знайшла притулок в Німеччині. Центром української еміграції до 1939 року був Берлін. Внаслідок Другої світової війни в українська діаспора Німеччини в 1946 році зросла до 180 тисяч. Центром українського життя в Німеччині став Мюнхен. 1945–1951 роки позначені бурхливим розвитком української літератури в Німеччині. Тут діяли 44 українські видавництва, що опублікували за згаданий період понад 700 назв книжок. Найпомітнішими видавництвами були «Сучасність», «Українське видавництво», «Молоде життя», «Verlag Ukraine», «На горі». З 1961 року виходить журнал «Сучасність». З 1946 року — молодіжний журнал Авангард. Особливо яскравою сторінкою в історії української літератури Німеччини була діяльність створеного в 1945 році МУРу. У 50-х роках більшість українських письменників переїхали з Німеччини до США і Канади.
Франція
Українська діаспора Франції становить близько 30 тисяч чоловік. Осередки української літератури знаходяться переважно в Парижі. Тут діє «Перша українська друкарня», що публікує книжки українською мовою і має власну книгарню. Заходи, присвячені українській літературі, проводить розташована в Парижі Бібліотека імені Симона Петлюри.
Швейцарія
Українська громада Швейцарії була активною насамперед в 70-х роках XIX століття. У Женеві тоді діяла «Українська друкарня», заснована Михайлом Драгомановим, яка з 1876 по 1919 рік видала 112 українських книжок. Твори української літератури публікувалися у часописі «Громада».
Східна Європа
Литва
В Литві живе та працює письменник Ярослав Мельник, який пише литовською та українською мовами.
Польща
Українська література Галичини не розглядається літературознавцями як діаспорна, хоча до 1939 року Галичина входила до Польщі. У післявоєнний час твори української літератури друкувалися в україномовній пресі Польщі: щоденна газета «Наше слово» (з 1956), журнали «Наша культура» (з 1958), «Зустрічі» (з 1980), «Наш голос», «Наша трибуна». Українська література в Польщі представлена такими іменами, як Юрій Гаврилюк (*1964), Олена Дуць (*1960), Тадей Карабович (*1959), Софія Сачко (*1955), Іван Киризюк (*1949), Петро Мурянка (Трохановський, *1947).
Розвивається художня література на основі лемківського діалекту української мови. У 1969 році була опублікована антологія лемківських письменників «Гомін».
Румунія
Українська література в Румунії представлена такими іменами, як Іван Негрюк, Михайло Михайлюк, Павло Романюк, Микола Корсюк, Євген Мигайчук, Михайло Небиляк, Іван Ковач, Теофіль Ребошапка, С. Ткачук, К. Регуш, І. Непогода.
З 1919 по 1989 рік виходила газета «Новий вік», яка мала літературну рубрику. У Румунії видаються журнали «Обрії», «Вільне слово», «Український вісник», де часто публікуються твори української літератури. Діє українське видавництво «Критеріон», яке публікує як українську класику, так і сучасних україномовних письменників Румунії.
Чехія
У 1920-х роках у столиці Чехії існувало важливе літературне угрупування відоме як Празька школа, представлена такими іменами, як Юрій Липа, Юрій Клен, Оксана Лятуринська, Мазуренко Галина, Олег Ольжич, Олена Теліга, Леонід Мосендз, Євген Маланюк. Від 1990-х років в Чехії живуть і творять українські поети В'ячеслав Друзяка та Анатолій Крат. В Празі видаються україномовні часописи «Пороги» (засн. у 1993 році) та «Український журнал» (засн. у 2005 році). В цих часописах, які видаються організаціями українських національних меншин за фінансової підтримки уряду ЧР, друкуються також твори сучасних українських поетів Чехії та літературознавчі праці. На хвилях радіо «Реґіна» (третій канал Чеського радіо) регулярно виходить інформаційна програма українською мовою.
Словаччина
Україномовна література Пряшівщини становить важливу частину загальноукраїнського літературного процесу. На відміну від країн імміграції, на Пряшівщині проживає автохтонне українське населення.
За радянських часів літературний журнал «Дукля» був одним з найцікавіших україномовних видань Східної Європи. Найвизначнішим поетом Пряшівщини є С. Гостиняк (збірка «Пропоную вам свою дорогу» 1965 р., «Лише двома очима» 1967 р.). Серед інших україномовних письменників та громадських діячів можна назвати І. Невицьку та С. Сабола (Зореслава). Феноменом післявоєнного часу стала українська секція «Спілки словацьких письменників»: В. Ґренджа-Донський, І. Мацинський, Михайло Шмайда, Єва Бісс, Степан Гостиняк, І. Яцканин, Йосип Збіглей не просто творили українську літературу високої якості, вони розширяли її межі, вносячи відчутні європейські інтонації, чого не існувало в Радянській Україні.
Українське літературознавство Словаччини представлене О. Рудловчак, М. Неврлиєм, Ю. Бачею, М. Мушинкою.
У XXI ст. україномовна література Пряшівщини є сучасною та цікавою. Роман «Синя ружа» Василя Дацея було висунуто на здобуття Шевченківської премії.
Балканські країни
У Боснії діють численні українські культурно-мистецькі товариства. Українські письменники виступають у щотижневій передачі радіо Баня Лука. Серед українських письменників Боснії варто згадати таких авторів, як П. Головчук, О. Власов, С. Кулеба, Р. Мизь, В. Стрехалюк, М. Ляхович, Н. Ляхович, Н. Сапун, І. Терлюк, Б. Гралюк. Українські твори друкуються в часописах «Нова думка», «Думки з Дунаю».
Росія
В Москві від 1924 до 1927 року діяло угрупування українських авангардистів Сім. Український літературний процес тривав у ХІХ-ХХ ст. і триває до сьогодні на Кубані, в Північно-Східній Слобожанщині., на Далекому Сході та в ряді інших регіонів Російської Федерації.

### Азія
Ізраїль
В Ізраїлі жив та працював прозаїк Олександр Деко.

## Літературознавство в діаспорі

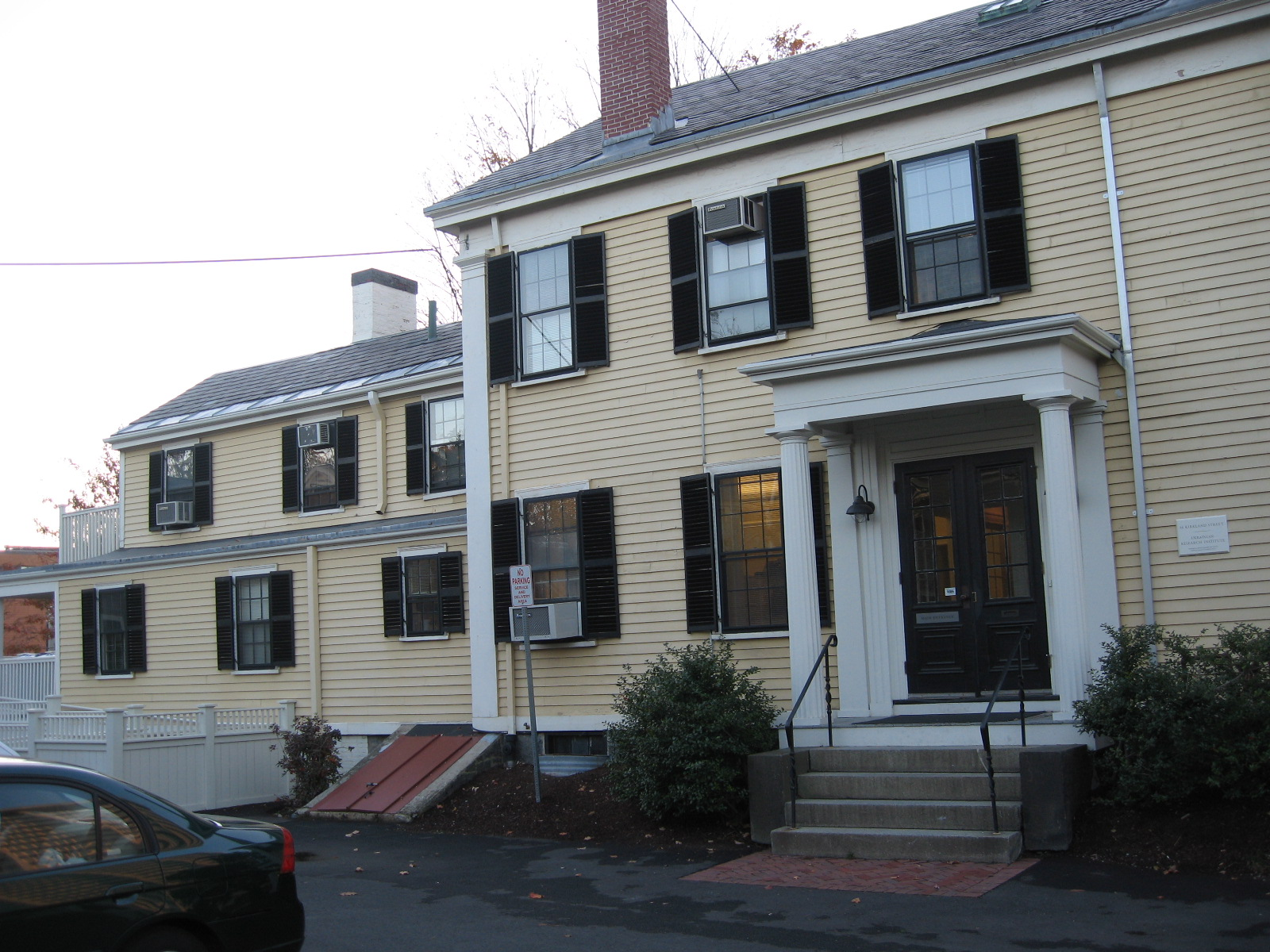
Український науковий інститут Гарвардського університету — центр українського літературознавства та україністики організований діаспорою.

Значна активність в українській діаспорі присвячена також вивченню української літератури. Українська література вивчалася в Українському вільному університеті в Мюнхені. В Гейдельбезькому університеті історію української літератури вивчав Дмитро Чижевський. В Українському науковому інституті Гарвардського університету працювали відомі літературознавці Юрій Шевельов та Григорій Грабович. Літературознавчі дослідження проводили Юрій Луцький в Канадському інституті українських студій в Едмонтоні, Мирослав Шкандрій в Манітобському університеті та Максим Тарнавський в Торонтському університеті. Визнаним літературознавцем є також австралійський науковець з Монашського університету Марко Павлишин. У названих установах регулярно читаються курси української мови та літератури.
Важливим є внесок літературознавця Юрія Лавріненка, що уклав антологію «Розстріляне відродження», завдяки якій не лише утвердився однойменний термін на означення літературної ґенерації 20-30-х років в Україні, а було повернено забуті й замовчувані в СРСР твори видатних українських письменників, що зазнали незаконних репресій в часи сталінізму.

## Зв'язок діаспорної літератури з материковою
У багатьох літературознавчих дослідженнях проводиться розділення між україномовною літературою написаною в діаспорі і на території України (яку називають материковою) через різні шляхи розвитку. При тому, що діаспорна література часто мала вищу мистецьку якість за офіційну радянську творчість, першій бракувало масового читача і розповсюдження в УРСР. Сучасні українські письменники та літературознавці часто звертаються до діаспорної літератури через її зв'язок із Західною літературою і в цьому сенсі більшу сучасність як у використанні описових заходів, так і звільнене від радянських стереотипів сприйняття дійсності. Також літературознавча методологія науковців діаспори ближча до сучасних Західних підходів за значну частину українських вчених. Це проявляється також у різному бачення місця тих чи інших письменників в українському літературному каноні. При цьому літературні твори діаспорних письменників (наприклад Василь Барка, Емма Андієвська) включено до шкільної та університетської програм в Україні. За останні роки з'явилося також багато перевидань творів діаспорних українських письменників в Україні.
Після здобуття Україною незалежності багато письменників з діаспори передавали в Україну свої бібліотеки зокрема із закордонними виданнями творів діаспорних письменників. Велику кількість таких матеріалів було передано до НаУКМА, наприклад, особиста бібліотека Олега Зуєвського (понад 4000 томів), що була подарована його донькою Тамарою. В Національній бібліотеці ім. В. І. Вернадського також знаходиться колекція «Зарубіжна україніка».
Після здобуття Україною незалежності значна частина літературної та культурної діальності діаспори була перенесена в Україну. Деякі українські письменники й видавці з діаспори також переселилися до України, наприклад Микола Руденко, Осип Зінкевич. Часопис «Сучасність» став публікуватися в Києві від 1992 року. З 1993 року в Україні діє засноване в 1967 році в США українське видавництво Смолоскип. Закордонні українці стали дописувачами українських друкованих медій. Таким чином вони стали впливати на український літературний дискурс. В деяких випадках для цього були створені окремі видання. Наприклад, інтелектуальний часопис «Критика», засновником і головним редактором якого є професор Гарвардського університету Григорій Грабович, часто публікує тексти українських письменників та літературознавців з діаспори.

## Іншомовна література діаспори

Джорджо Щербаненко — італійський автор детективів, народжений в Києві.

Деякі українські письменники діаспори, внаслідок тривалого проживання за кордоном, були двомовними, тобто писали твори не лише українською, але й мовою країни проживання. Наприклад, Роман Бабовал писав українською і французькою мовами, англійською мовою написані деякі твори Юрія Тарнавського.
Діти українських емігрантів часто інтегрувалися у нове суспільство і приймали мову нової батьківщини. Деякі з них досягли значного визнання, наприклад письменники Андреас Окопенко та Джорджо Щербаненко. Українська тематика збереглася у творах деяких письменників, зокрема у Аскольда Мельничука, Олександра Мотиля та Дженіс Кулик Кіфер, які пишуть англійською мовою. Англомовний сатиричний роман «Коротка історія тракторів по-українськи» Марини Левицької, присвячений життю українських емігрантів, одержав міжнародне визнання та був перекладений багатьма мовами, у тому числі й українською. 2013 року німецькомовна письменниця з Києва Катя Петровська стала лауреатом премії імені Інґеборґ Бахман за роман «Можливо Естер».
Завдяки доброму володінню іншими мовами українці діаспори також перекладали українські літературні твори і тим їх популяризували за кордоном. На португальську з української перекладала Віра Вовк, на англійську — Марко Царинник, Костянтин-Генрі Андрусишин на німецьку — Анна-Галя Горбач та ін.
В Канаді існує літературна премія «Кобзар», яка надається за літературні твори присвячені темі українців Канади.

## Дослідження літератури діаспори
Перші ґрунтовні дослідження літератури діаспори належали літературознавцям-еміґрантам, які самі нерідко були учасниками літературних процесів. Так, заступник голови об'єднання МУР Юрій Шерех, написав низку статей про українську літературну еміґрацію. Члени Нью-Йоркської групи Богдан Бойчук та Марія Ревакович в своїх статтях аналізували творчість власного літературного об'єднання.
З часу здобуття Україною незалежності література української діаспори стала відкритою для України. Тож багато українських літературознавців звернулося до дослідження творчості заборонених за радянського часу письменників. Серед найцікавіших розвідок на цю тематику можна назвати праці Миколи Ільницького, Соломії Павличко, Олександра Астаф'єва, Юрія Коваліва, Віталія Мацька, Світлани Водолазької, Віри Пушко, Михайла Сподарця, Олени Бросаліної та ін.
Особливо помітним є внесок Соломії Павличко, яка не лише досліджувала окремих діаспорних письменників та угруповання, як от Олега Зуєвського, Ігоря Костецького, Юрія Косача, Зіновія Бережана, Василя Барку, Михайла Ореста, Аскольда Мельничука, МУР, Нью-Йоркську групу. У праці «Дискурс модернізму в українській літературі» вона розглядає українську літературу як цілісність, спільно аналізуючи «материкову» і діаспорну гілку літературного процесу.

## Антології письменників діаспори
- Координати: антологія сучасної української поезії на Заході, том І і ІІ, упорядники Богдан Рубчак, Богдан Бойчук, Видавництво «Сучасність», Мюнхен, 1969.
- Антологія з української літератури в Канаді / Упорядник Яр Славутич. — Едмонтон, 1973.
- Антологія української поезії в Канаді : 1898—1973 / Упорядник Яр Славутич. — Едмонтон: Слово, 1973.
- Українська поезія світу: Золотий гомін. В 2 томах / Упорядник А. Мойсієнко. — Київ, 1991, 1997.
- Поза традиції. Антологія української модерної поезії в діяспорі, Київ-Торонто-Едмонтон-Оттава: Канадський інститут українознавчих студій, 1993.
- Близнята ще зустрінуться: Антологія драматургії української діяспори. Ред. та упор. Лариса М. Л. Залеська Онишкевич.-- Київ, Львів: Час і Літопис. 1997. 638 ст.+20. (Включено 14 авторів і драм.)  ISBN 966-7007-04-9.
- Антологія модерної української драми. Ред., упор. та автор вступних статтей про драматургів і драми, Лариса М. Л. Залеська Онишкевич. Київ, Торонто: КІУС і Таксон, 1998. 534 ст. ISBN 1-895571-11-1.
- An Anthology of Modern Ukrainian Drama. Ed., compiler, and author of intro. articles, Larissa M. L. Zaleska Onyshkevych. Toronto: CIUS, 2012, 522.  [Паралельний том до україномовної антології з 1998.]  ISBN 978-1-894865-26-5, ISBN 978-1894865-27-2.
- Збірка п’єс: Голодомор: Дві п’єси. [Тисяча дев’ятсот тридцять третій рік (1942) Сергія Кокот-Ледянського і Голод--1933 (1962) Богдана Бойчука.  Ред. і упор. та автор вступної статті про п'єси про Голодомор,  Лариса М. Л. Залеська Онишкевич. Київ: Смолоскип, 2008. 112 с. ISBN 978-966-1676-10-6.  БУК 84.4УКР6-6я43.
- Текст і гра: Модерна українська драма. Вибрані статті і дослідження. Лариса М. Л. Залеська Онишкевич. Нью-Йорк, Львів: НТШ-А, Літопис, 2009. 472 ст.  ISBN 0-88054-143-1.
- Поети Нью-Йоркської групи. Антологія / Упорядники О. Астаф'єв, Анатолій Дністровий. — Київ, 2003.
- Півстоліття напівтиші: Антологія поезії Нью-Йоркської групи. Київ: Факт, 2005. 372 c.
- М. Слабошпицький, 25 поетів української діаспори. — К.: видавництво «Ярославів Вал», 2006. — 728 с.
- Антологія далекосхідної української лірики / Олександр Лозиков (ред.), Грицько Синьогуб (передмова). — Хабаровск: Екумена, 2009. — 176 с.
- АЗ, два, три… дванадцять — лист у пляшці: Антологія Авторського Зарубіжжя. — Л.: Піраміда, 2010. — 312 с.